# Матук, Мики
Майкл Энтони Матук (англ. Michael Anthony Mahtook, 30 ноября 1989, Лафейетт) — американский бейсболист, аутфилдер клуба Главной лиги бейсбола «Чикаго Уайт Сокс». Победитель студенческой Мировой серии 2009 года в составе команды университета штата Луизиана.

## Карьера
Мики Матук родился в Лафейетте в штате Луизиана, в семье Майкла и Мэри Энн Матук. Имеет ливанские корни. Учился в старшей школе в родном Лафейетте, играл за школьную команду в бейсбол и американский футбол. Всегда выбирал себе номер 54 в память об отце, который умер от сердечной недостаточности когда Мики было четыре года. После школы поступил в Университет штата Луизиана и сосредоточился на бейсбольной карьере. В 2008 году был выбран на драфте клубом «Майами Марлинс», но отказался от контракта ради продолжения учёбы. В 2009 году в составе «ЛСЮ Тайгерс» стал победителем студенческой Мировой серии.
В 2011 году Матука задрафтовали второй раз — под общим 31-м номером он был выбран «Тампой». Перед стартом сезона 2012 года входил в число ста самых перспективных молодых игроков по версии официального сайта Главной лиги бейсбола. Дебютный сезон в профессиональном бейсболе провёл в составе «Шарлотт Стоун Крабс» и «Монтгомери Бисквитс». В апреле 2015 года впервые был вызван в основной состав «Рейс» и дебютировал в Главной лиге бейсбола.
Восемнадцатого января 2017 года Матук был обменян в «Детройт Тайгерс». В регулярном чемпионате 2017 года он был основным левым аутфилдером команды, сыграв в 109 матчах. В этих играх Матук отбивал с эффективностью 27,6 %, выбив 12 хоум-ранов. Старт сезона 2018 года сложился для него неудачно. В апреле и мае его показатель отбивания упал до 18,8 %, он получал страйкауты в 25,3 % выходов на биту. В конце мая Матук был переведён в AAA-лигу. В основной состав «Тайгерс» он вернулся в июле и оставшуюся часть сезона провёл лучше, выбив девять хоум-ранов и повысив эффективность игры на бите до 20,2 %. В регулярном чемпионате 2019 года он сыграл только в девяти матчах, большую часть сезона проведя в составе «Толидо Мад Хенс». В декабре он покинул «Детройт» и подписал контракт игрока младшей лиги с «Филадельфией».
В 2020 году сезон в младших лигах был отменён из-за пандемии COVID-19, а количество матчей в Главной лиге бейсбола было сокращено до шестидесяти. В результате Матук был вынужден провести весь год без игровой практики. После истечения срока действия контракта он получил статус свободного агента. В феврале 2021 года он подписал контракт игрока младшей лиги с клубом «Чикаго Уайт Сокс».